# Король вечірок 3
«Король вечірок 3» (англ. Van Wilder: Freshman Year) — третій фільм із серії «Король вечірок». Є приквелом до першого фільму «Король вечірок». Вийшов на DVD.

## Зміст
Коли Ван опинився у новому коледжі, то з жахом виявив, що всі дівчата довкола дали обітницю безшлюбності. Тоді наш герой завзято береться за виправлення настільки неприйнятної для нього ситуації: він повинен звільнити школу від «сексуальних кайданів». Головне у такій справі – не перестаратися!

## В ролях
| Актор               | Роль                        |
| ------------------- | --------------------------- |
| Джонатан Беннетт    | Венс «Вен» Вайлдер-молодший |
| Крістін Кавалларі   | Кейтлін Гейс                |
| Курт Фуллер         | Дін Чарльз Рірдон           |
| Лінден Ешбі         | Венс Вайлдер                |
| Стів Таллі          | лейтенант Дірк Арнольд      |
| Нік Нак             | капрал Бенедикт             |
| Джеррі Ши           | Ю                           |
| Нестор Аарон Абсера | Фарлі                       |
| Мередіт Жангранд    | Єва                         |
| Ірен Кен            | Донгмей                     |